# Susan Corrock
Susan Corrock, född 30 november 1951, är en amerikansk före detta alpin skidåkare.
Corrock blev olympisk bronsmedaljör i störtlopp vid vinterspelen 1972 i Sapporo.